# 삼성 라이온즈 볼파크
삼성 라이온즈 볼파크(Samsung Lions Ballpark)는 대한민국 경상북도 경산시 진량읍 선화리에 위치한 야구장이다. 옛 제일모직 직장 예비군 훈련장 터에 삼성 이건희 회장의 주도로 세워졌다. 좌·우 펜스 98m, 중앙 펜스 125m이며 1990년에 건립되었다. 현재 삼성 라이온즈의 퓨처스팀·재활군 홈 구장 및 구단 전용 훈련장으로 사용되고 있다. 한 스포츠 방송사에선 라이온즈의 승리의 장점이 있다고 했는데 1995년 전국체전  고등부 야구경기가 이 곳에서 개최되었으나 대학,일반부 경기는 대구시민운동장 야구장에서 열렸으며 2006년 전국체전 일반부 야구경기가 이 곳에서 개최됐다.
주 경기장에 정규 규격의 대형 전광판이 설치되어 있다. 개장 당시에는 조명 시설이 설치되어 야간 경기 및 야간 훈련이 가능하였으나 현재는 철거되어 야간 경기 및 야간 훈련이 불가능하다. 낮경기에서 선수 싸인을 경기장보다 쉽게 받을 수 있다.
1루 측 내야에 다량의 의자 관중석이 있으며 3루 측에서는 잔디밭에서 경기를 관람할 수 있다. 신분증 지참이며 관람료는 무료다.
2014년 야구사관학교인 BB 아크(Baseball Building Ark)를 신설했다.
2017년 기존 시설이 낙후되어 전체적인 보수 공사를 실시하였다. 체력 단련동, 선수단 편의 시설 등을 확장하고 실내 훈련장내 인조 잔디를 새로 깔고 야구장 그물망을 교체했다. 기록실, 운영실, 심판실 등 본부석동 부대 시설과 선수단 숙소도 최신식 시설로 보수하였다.
2018년 삼성 라이온즈는 주경기장 내야 배수시설을 정비하고 대구삼성라이온즈파크와 같은 흙으로 교체하기로 했다. 또 내,외야 펜스도 15cm 두께로 교체하며 1루 덕아웃을 일부 보수하고 비비아크 1층에 원정 구단이 사용할 수 있는 편의 시설을 개선하기로 했다. 그리고 선수단 숙소 또한 전면적으로 리모델링한다. 

한편, 1990년 삼성 라이온즈 야수들이  해당 장소와 승리관 등에서 전지훈련을 했고 2021년 삼성 라이온즈가 해당 장소에서 1차 전지훈련을 했다.